# The Confusions
The Confusions är ett popband från Sundsvall. Bandet bildades i början av 1990-talet och har hittills släppt tolv album. Singeln The Pilot, från albumet Trampoline (2002), räknas som en av bandets största hitar - då den höll sig kvar på MTV:s Up North-listas första plats under två veckor. 
The Confusions bildades 1991 av ett gäng barndomsvänner i förorten Skönsberg i Sundsvall. En stad mer känd för sin punk-, postpunk- och metalscen. Men att vara en outsider kan ibland vara till din fördel. En stark vänskap och ”Vi mot världen”-känsla gjorde att bandet utvecklades snabbt.
Fem år senare skulle deras andra album "Everyone’s Invited" - producerat av Peter Svensson från The Cardigans, sälja 15 000 ex och öppna alla dörrar med europaturné och fina recensioner över världen. Record Collector kallade plattan "ett av årets fem bästa album".
Några år senare skulle en spelning på SXSW öppna dörren för några turnéer i USA och slutligen även en nordisk MTV-etta för videon till The Pilot 2002. Som i sin tur gav spelningar i Ryssland och Baltikum och på senare år har bandet även hunnit med spelningar i Kina och fått en växande publik i Sydamerika och Mexiko.
Efter en motig period byggde bandet en studio i sin replokal och 2008 spelade in det mer än en timme långa egenproducerade albumet "The Story Behind the Story", av många betraktades som deras finaste verk och även hittade ett nytt arbetssätt genom att spela in och producera i sin egen studio.
I början av 2020 spelade bandet en två timmars show i hemstaden Sundsvall.
Länk till liveshow: https://www.youtube.com/watch?v=1K1f1b241nk
Live är de ett fantastiskt band och detta album bevisar också deras imponerande låtskrivarfärdigheter och passion för sitt egensnickrade musikaliska universum. På det senaste albumet, dubbelvinylen "Black Silhouettes" hittar du allt från lo-fi-indie-groove, enkla indiepoplåtar till melodisk post-punkenergi, ett imponerande album av ett band som förfinat sitt hantverk. Att gå tillbaka till kvartettformatet har givit musiken mer luft, lekfullhet och en ny tydlighet.

 Låten figurerade även i den amerikanska tv-serien Road Rules,samt vann pris för bäst låt på Sundsvall Music Awards, 2004.

## Medlemmar
- Mikael Andersson-Knut – sång, gitarr
- Mattias Löfström – trummor
- Zarah Andersson-Knut – keyboard
- Magnus Thorsell – basgitarr

## Diskografi

### Album
| År   | Titel                                                         | Utgivningsinfo                                     |
| ---- | ------------------------------------------------------------- | -------------------------------------------------- |
| 1995 | Being Young                                                   | Mass Cd-65 Massproduktion                          |
| 1996 | Everyone's invited                                            | Mass Cd-72 Massproduktion                          |
| 1998 | Six-o-Seven                                                   | 557 068-2 Stockholm Records                        |
| 2002 | Trampoline                                                    | Mass Cd-94 Massproduktion                          |
| 2006 | 5 am                                                          | Mass Cd-104 Massproduktion                         |
| 2007 | It sure looks like The Confusions but it sounds more acoustic | Mass Cd-108 Massproduktion/Conf 001 The Confusions |
| 2008 | The Story Behind The Story                                    | Mass Cd-109 Massproduktion/Conf 002 The Confusions |
| 2009 | A Permanent Marker                                            | Mass Cd-113 Massproduktion/Conf 003 The Confusions |
| 2014 | "The Confusions"                                              | Mass Cd-135 Massproduktion/Conf 004 The Confusions |
| 2021 | Black Silhouettes (dubbelvinyl 20 låtar)                      | Mass LP-224 Massproduktion/Conf 005 The Confusions |
| 2021 | Black Silhouettes - The Nuclear Ghosts                        | Massproduktion/The Confusions                      |
| 2023 | TOLV                                                          | Massproduktion/The Confusions                      |
| 2024 | Sci-Fi Romance                                                | Massproduktion/The Confusions                      |
| 2024 | Songs For Films                                               | Massproduktion/The Confusions                      |
| 2025 | Sci-Fi Romance - The Vinyl version                            | Massproduktion/The Confusions                      |

### EP:er
| År   | Titel                                | Utgivningsinfo                               |
| ---- | ------------------------------------ | -------------------------------------------- |
| 1993 | Split                                | Mass Cds-55 Massproduktion                   |
| 1994 | Forever                              | Mass Cds-59 Massproduktion                   |
| 1995 | Lovely                               | Mass Cds-67 Massproduktion                   |
| 1995 | Winter Gift                          | Edoya Records, Japan-only release            |
| 1996 | Steroid Hearts                       | Mass Cds-70 Massproduktion                   |
| 1996 | Cornflake King                       | Mass Cds-73 Massproduktion                   |
| 1996 | Steroid Hearts (Vinyl)               | Clearspot EFA Cd 05402, England-only release |
| 1998 | Raining Cigarettes                   | 569 532-2 Stockholm Records                  |
| 2004 | Window                               | Mass Cds-98 Massproduktion                   |
| 2005 | Don't let the world catch you crying | Mass Cds-99 Massproduktion                   |
| 2005 | Imagination                          | Mass Cds-103 Massproduktion                  |
| 2010 | Boys Will Be Boys                    | Mass Cds-114 Massproduktion/Conf 004         |
| 2014 | Oh God I Think I'm In Love           | Mass Cds-134 Massproduktion                  |

### Singlar
| År   | Titel                                                                       | Utgivningsinfo                |
| ---- | --------------------------------------------------------------------------- | ----------------------------- |
| 2002 | The Pilot                                                                   | Mass Cds-93 Massproduktion    |
| 2003 | Tonight                                                                     | Mass Cds-95 Massproduktion    |
| 2014 | It's So Quiet, It's So Cold                                                 | Mass Cds-132 Massproduktion   |
| 2015 | Pavement                                                                    | Massproduktion/The Confusions |
| 2015 | Det Är Här Vi Står Idag (GIF-Sundsvall officiell låt)                       | Massproduktion/The Confusions |
| 2015 | Yes & No                                                                    | Massproduktion/The Confusions |
| 2015 | You Spit When You Talk                                                      | Massproduktion/The Confusions |
| 2016 | Varje Ögonblick Vårt Eget (Filmmusik "En Indisk Handelsresande I Norrland") | Massproduktion/The Confusions |
| 2018 | LIPS                                                                        | Massproduktion/The Confusions |
| 2018 | LIPS remix by Polygrim                                                      | Massproduktion/The Confusions |
| 2018 | Don't You Fall In Love                                                      | Massproduktion/The Confusions |
| 2018 | I'm Not Afraid / True                                                       | Massproduktion/The Confusions |
| 2018 | So Long                                                                     | Massproduktion/The Confusions |
| 2018 | I Wish We Could Swim Now / Are You Breating Under Water                     | Massproduktion/The Confusions |
| 2019 | Det Är Här Vi Står Idag 2019                                                | Massproduktion/The Confusions |
| 2019 | Sunday Mornings                                                             | Massproduktion/The Confusions |
| 2019 | Close Your Eyes                                                             | Massproduktion/The Confusions |
| 2019 | The Radio (cover till Massproduktions julkalender)                          | Massproduktion/The Confusions |
| 2020 | Electric                                                                    | Massproduktion/The Confusions |
| 2020 | Like Science Fiction                                                        | Massproduktion/The Confusions |
| 2020 | Suburbian Ghosts                                                            | Massproduktion/The Confusions |
| 2021 | Tangerine Sky                                                               | Massproduktion/The Confusions |
| 2021 | Arrow                                                                       | Massproduktion/The Confusions |
| 2021 | Into The Twilight                                                           | Massproduktion/The Confusions |
| 2021 | Don't Say That True Love Waits For Everyone                                 | Massproduktion/The Confusions |
| 2021 | Woke Up This Morning                                                        | Massproduktion/The Confusions |
| 2022 | 1664                                                                        | Massproduktion/The Confusions |
| 2022 | Fell Out Of Bed                                                             | Massproduktion/The Confusions |
| 2022 | You Go! You Go! You Go!                                                     | Massproduktion/The Confusions |
| 2022 | It's Only A Mistake                                                         | Massproduktion/The Confusions |
| 2023 | Killer At The Airport                                                       | Massproduktion/The Confusions |
| 2023 | Rain Rain Rain                                                              | Massproduktion/The Confusions |
| 2023 | Lonely Souls                                                                | Massproduktion/The Confusions |
| 2023 | The Fool                                                                    | Massproduktion/The Confusions |
| 2024 | Anybody Out There                                                           | Massproduktion/The Confusions |
| 2024 | Waterfall                                                                   | Massproduktion/The Confusions |
| 2024 | Everybody's Running Away                                                    | Massproduktion/The Confusions |
| 2024 | Black Birds Of Berlin                                                       | Massproduktion/The Confusions |
| 2024 | The Kid                                                                     | Massproduktion/The Confusions |